# German Open 1966
Die German Open 1966 im Badminton (auch Internationale Meisterschaften von Deutschland genannt) fanden Anfang März 1966 in Hannover statt. Es war die 12. Auflage des Turniers. Im Dameneinzel besiegte Irmgard Latz im Halbfinale Turnierfavoritin Judy Hashman mit 0:11, 11:9 und 11:7.

## Sieger und Platzierte
| Disziplin    | Gold                           | Silber                       | Bronze                                        |
| ------------ | ------------------------------ | ---------------------------- | --------------------------------------------- |
| Herreneinzel | Erland Kops                    | Knud Aage Nielsen            | Morten Pommergaard                            |
| Herreneinzel | Erland Kops                    | Knud Aage Nielsen            | Klaus Kaagaard                                |
| Dameneinzel  | Irmgard Latz                   | Eva Twedberg                 | Ulla Strand                                   |
| Dameneinzel  | Irmgard Latz                   | Eva Twedberg                 | Judy Hashman                                  |
| Herrendoppel | Per Walsøe Poul-Erik Nielsen   | Tony Jordan David Horton     | Morten Pommergaard Knud Aage Nielsen          |
| Herrendoppel | Per Walsøe Poul-Erik Nielsen   | Tony Jordan David Horton     | Erland Kops Bo Kjærgaard                      |
| Damendoppel  | Judy Hashman Sue Peard         | Karin Jørgensen Ulla Strand  | Lizbeth von Barnekow Pernille Mølgaard Hansen |
| Damendoppel  | Judy Hashman Sue Peard         | Karin Jørgensen Ulla Strand  | Irmgard Latz Gerda Schumacher                 |
| Mixed        | Morten Pommergaard Ulla Strand | Wolfgang Bochow Irmgard Latz | Per Walsøe Pernille Mølgaard Hansen           |
| Mixed        | Morten Pommergaard Ulla Strand | Wolfgang Bochow Irmgard Latz | David Horton Marieluise Wackerow              |

## Endrundenergebnisse

### Herreneinzel
|  | Halbfinale | Halbfinale         | Halbfinale | Halbfinale | Halbfinale |  |  | Finale | Finale            | Finale | Finale | Finale |
|  |            |                    |            |            |            |  |  |        |                   |        |        |        |
|  |            |                    |            |            |            |  |  |        |                   |        |        |        |
|  |            | Erland Kops        | 15         | 15         |            |  |  |        |                   |        |        |        |
|  |            | Morten Pommergaard | 9          | 8          |            |  |  |        |                   |        |        |        |
|  |            |                    |            |            |            |  |  |        | Erland Kops       | 17     | 15     | 15     |
|  |            |                    |            |            |            |  |  |        | Knud Aage Nielsen | 18     | 6      | 11     |
|  |            | Knud Aage Nielsen  | 15         | 15         |            |  |  |        |                   |        |        |        |
|  |            | Klaus Kaagaard     | 4          | 10         |            |  |  |        |                   |        |        |        |
|  |            |                    |            |            |            |  |  |        |                   |        |        |        |

## Weitere Finalergebnisse
| Disziplin    | Sieger                         | Finalist                     | Ergebnis         |
| ------------ | ------------------------------ | ---------------------------- | ---------------- |
| Dameneinzel  | Irmgard Latz                   | Eva Twedberg                 | 11-8, 8-11, 12-9 |
| Herrendoppel | Per Walsøe Poul-Erik Nielsen   | Tony Jordan David Horton     | 15-4, 15-5       |
| Damendoppel  | Judy Hashman Sue Peard         | Karin Jørgensen Ulla Strand  | 15-7, 15-3       |
| Mixed        | Morten Pommergaard Ulla Strand | Wolfgang Bochow Irmgard Latz | 15-6, 15-8       |